# Sportverein Eintracht Trier 05 2003-2004
Questa voce raccoglie le informazioni riguardanti lo Sportverein Eintracht Trier 05 nelle competizioni ufficiali della stagione 2003-2004.

## Stagione
Nella stagione 2003-2004 l'Eintracht Trier, allenato da Paul Linz, concluse il campionato di 2. Bundesliga all'11º posto. In Coppa di Germania l'Eintracht Trier fu eliminato al primo turno dall'Hoffenheim.

## Rosa
| N. |                                 | Ruolo | Calciatore        |
| -- | ------------------------------- | ----- | ----------------- |
| 1  | Germania (bandiera)             | P     | Daniel Ischdonat  |
| 2  | Germania (bandiera)             | D     | Sammy Habte       |
| 3  | Turchia (bandiera)              | D     | Hasan Vural       |
| 4  | Bosnia ed Erzegovina (bandiera) | C     | Adnan Kevric      |
| 5  | Germania (bandiera)             | C     | Markus Lösch      |
| 6  | Germania (bandiera)             | D     | Harry Koch        |
| 7  | Germania (bandiera)             | C     | Claus Grzeskowiak |
| 8  | Romania (bandiera)              | C     | Catalin Racanel   |
| 9  | Germania (bandiera)             | A     | Danny Winkler     |
| 10 | Germania (bandiera)             | C     | Rudi Thömmes      |
| 11 | Croazia (bandiera)              | A     | Antun Labak       |
| 12 | Germania (bandiera)             | C     | Carsten Marell    |
| 13 | Montenegro (bandiera)           | C     | Milorad Peković   |
| 14 | Germania (bandiera)             | C     | Sebastian Zimmer  |
| 15 | Serbia (bandiera)               | A     | Petar Divić       |

| N. |                                 | Ruolo | Calciatore        |
| -- | ------------------------------- | ----- | ----------------- |
| 16 | Germania (bandiera)             | C     | Matthias Keller   |
| 17 | Ghana (bandiera)                | A     | Joseph Aziz       |
| 18 | Tunisia (bandiera)              | A     | Najeh Braham      |
| 19 | Bosnia ed Erzegovina (bandiera) | D     | Miodrag Latinovic |
| 20 | Germania (bandiera)             | C     | Daniel Bauer      |
| 21 | Germania (bandiera)             | P     | Axel Keller       |
| 22 | Germania (bandiera)             | A     | Nico Patschinski  |
| 23 | Bosnia ed Erzegovina (bandiera) | P     | Faris Efendić     |
| 23 | Germania (bandiera)             | A     | Thomas Klasen     |
| 24 | Croazia (bandiera)              | P     | Dario Krešić      |
| 25 | Germania (bandiera)             | D     | Sebastian Pelzer  |
| 27 | Serbia (bandiera)               | D     | Milan Drageljevic |
| 28 | Germania (bandiera)             | C     | Sebastian Becker  |
| 30 | Germania (bandiera)             | A     | Michael Fleck     |
| 31 | Croazia (bandiera)              | D     | Igor Budiša       |

## Organigramma societario
Area tecnica
- Allenatore: Paul Linz
- Allenatore in seconda: Arno Michels
- Preparatore dei portieri: Jürgen Roth-Lebenstedt
- Preparatori atletici:

## Calciomercato

### Sessione estiva
| Acquisti | Acquisti         | Acquisti       | Acquisti |
| R.       | Nome             | da             | Modalità |
| -------- | ---------------- | -------------- | -------- |
| A        | Thomas Klasen    | TuS Mayen      |          |
| D        | Harry Koch       | Kaiserslautern |          |
| A        | Nico Patschinski | St. Pauli      |          |
| C        | Catalin Racanel  | St. Pauli      |          |
| D        | Hasan Vural      | Elversberg     |          |

| Cessioni | Cessioni            | Cessioni              | Cessioni |
| R.       | Nome                | da                    | Modalità |
| -------- | ------------------- | --------------------- | -------- |
| A        | Lawrence Adjei      | Hearts of Oak         |          |
| D        | Roland Benschneider | Arminia Bielefeld     |          |
| C        | Mehmet Dragusha     | Eintracht Francoforte |          |
| C        | Niki Wagner         | Jeunesse Esch         |          |

### Sessione invernale
| Acquisti | Acquisti         | Acquisti  | Acquisti |
| R.       | Nome             | da        | Modalità |
| -------- | ---------------- | --------- | -------- |
| D        | Igor Budiša      | Xanthī    |          |
| D        | Sebastian Pelzer | Blackburn |          |

| Cessioni | Cessioni | Cessioni | Cessioni |
| R.       | Nome     | da       | Modalità |
| -------- | -------- | -------- | -------- |

## Risultati

### 2. Bundesliga

#### Girone di andata
| Arbitro: | Sippel |

|                                   |           |                                    |
| Latoundji 15’ Gebhardt 45’ (rig.) | Marcatori | 38’ Racanel 63’ Peković 82’ Klasen |

| Arbitro: | Wack |

|                  |           |                |
| Winkler 20’, 33’ | Marcatori | 50’ Shubitidze |

| Arbitro: | Koop |

|                                        |           |                            |
| Trakys 15’ Ruman 34’ Kümmerle 54’, 70’ | Marcatori | 41’ Keller 89’ Patschinski |

| Arbitro: | Rafati |

|                    |           |              |
| Winkler 41’ (rig.) | Marcatori | 24’ Schröder |

| Arbitro: | Stachowiak |

|                         |           |                             |
| Achenbach 67’ Hasse 71’ | Marcatori | 45’ Drageljevic 68’ Racanel |

| Arbitro: | Walz |

|                  |           |           |
| Racanel 31’, 64’ | Marcatori | 85’ Costa |

| Arbitro: | Späker |

|                           |           |             |
| Straube 22’ Tölcseres 53’ | Marcatori | 40’ Peković |

| Arbitro: | Schriever |

|                             |           |                                      |
| Patschinski 26’ Winkler 61’ | Marcatori | 20’ Owomoyela 28’ Küntzel 51’ Boakye |

| Arbitro: | Scheppe |

|                 |           |             |
| Patschinski 64’ | Marcatori | 2’ Baumgart |

| Arbitro: | Fleischer |

|                             |           |  |
| Brinkmann 29’ Krontiris 75’ | Marcatori |  |

| Arbitro: | Anklam |

|  |           |                    |
|  | Marcatori | 64’, 90’ Krzynówek |

| Arbitro: | Marks |

|                                           |           |  |
| Claaßen 22’ von Walsleben-Schied 52’, 74’ | Marcatori |  |

| Arbitro: | Perl |

|  |           |                                     |
|  | Marcatori | 4’ Ouédraogo 6’ Radulović 84’ Aliaj |

| Arbitro: | Raquet |

|                       |           |  |
| Sopić 68’ N'Diaye 78’ | Marcatori |  |

| Arbitro: | Gagelmann |

|             |           |           |
| Racanel 82’ | Marcatori | 61’ Casey |

| Arbitro: | Henschel |

|                 |           |             |
| Örüm 38’ (rig.) | Marcatori | 70’ Winkler |

| Arbitro: | Gräfe |

|             |           |  |
| Winkler 13’ | Marcatori |  |

#### Girone di ritorno
| Arbitro: | Wack |

|                             |           |  |
| Racanel 13’ Patschinski 67’ | Marcatori |  |

| Arbitro: | Kircher |

|                       |           |             |
| Kurth 39’ Noveski 63’ | Marcatori | 33’ Winkler |

| Arbitro: | Hoyzer |

|                        |           |  |
| Keller 54’ Racanel 75’ | Marcatori |  |

| Arbitro: | Kammerer |

|                             |           |  |
| Bælum 25’ Bugera 51’ (rig.) | Marcatori |  |

| Arbitro: | Sippel |

|                                                        |           |                                |
| Patschinski 22’, 72’ (rig.) Koch 45’ (rig.) Budiša 53’ | Marcatori | 16’ (aut.) Winkler 88’ Schanda |

| Unterhaching 5 marzo 2004, ore 19:00 CET 23ª giornata | Unterhaching | 0 – 0 referto | Eintracht Treviri | Generali Sportpark (2 300 spett.)\| Arbitro: \| Seemann \| |
| Arbitro:                                              | Seemann      |               |                   |                                                            |

| Arbitro: | Stachowiak |

|                                                         |           |  |
| Patschinski 39’ (rig.) Keller 55’ Racanel 70’ Labak 81’ | Marcatori |  |

| Arbitro: | Raquet |

|                           |           |                 |
| Vata 2’, 19’ Porcello 78’ | Marcatori | 30’ (rig.) Koch |

| Arbitro: | Perl |

|             |           |                                  |
| Baumgart 8’ | Marcatori | 65’, 79’ Patschinski 86’ Peković |

| Arbitro: | Schalk |

|                                |           |                                  |
| Keller 8’, 50’ Patschinski 59’ | Marcatori | 6’ Brinkmann 10’ Gómez 65’ Grlić |

| Arbitro: | Schmidt |

|                          |           |                 |
| Ćirić 5’, 40’ Vittek 73’ | Marcatori | 12’ (rig.) Koch |

| Treviri 18 aprile 2004, ore 15:00 CEST 29ª giornata | Eintracht Treviri | 0 – 0 referto | Osnabrück | Moselstadion (6 900 spett.)\| Arbitro: \| Kinhöfer \| |
| Arbitro:                                            | Kinhöfer          |               |           |                                                       |

| Arbitro: | Kammerer |

|             |           |                        |
| Astorga 18’ | Marcatori | 45’ Racanel 85’ Keller |

| Arbitro: | Seemann |

|                           |           |  |
| Labak 9’, 55’ Racanel 23’ | Marcatori |  |

| Arbitro: | Brych |

|  |           |             |
|  | Marcatori | 48’ Racanel |

| Treviri 16 maggio 2004, ore 15:00 CEST 33ª giornata | Eintracht Treviri | 0 – 0 referto | Wacker Burghausen | Moselstadion (8 500 spett.)\| Arbitro: \| Kircher \| |
| Arbitro:                                            | Kircher           |               |                   |                                                      |

| Arbitro: | Albrecht |

|                              |           |  |
| Thurk 23’, 67’ Friedrich 66’ | Marcatori |  |

### Coppa di Germania
| Arbitro: | Schalk |

|                                               |           |                                        |
| Maier 19’ Möckel 59’ Bindnagel 86’ Ropic 109’ | Marcatori | 46’ Winkler 54’ Patschinski 70’ Keller |

## Statistiche

### Statistiche di squadra
| Competizione      | Punti | In casa | In casa | In casa | In casa | In casa | In casa | In trasferta | In trasferta | In trasferta | In trasferta | In trasferta | In trasferta | Totale | Totale | Totale | Totale | Totale | Totale | DR |
| Competizione      | Punti | G       | V       | N       | P       | Gf      | Gs      | G            | V            | N            | P            | Gf           | Gs           | G      | V      | N      | P      | Gf     | Gs     | DR |
| ----------------- | ----- | ------- | ------- | ------- | ------- | ------- | ------- | ------------ | ------------ | ------------ | ------------ | ------------ | ------------ | ------ | ------ | ------ | ------ | ------ | ------ | -- |
| 2. Bundesliga     | 45    | 17      | 8       | 6       | 3       | 28      | 18      | 17           | 4            | 3            | 10           | 18           | 33           | 34     | 12     | 9      | 13     | 46     | 51     | -5 |
| Coppa di Germania | -     | 0       | 0       | 0       | 0       | 0       | 0       | 1            | 0            | 0            | 1            | 3            | 4            | 1      | 0      | 0      | 1      | 3      | 4      | -1 |
| Totale            | 45    | 17      | 8       | 6       | 3       | 28      | 18      | 18           | 4            | 3            | 11           | 21           | 37           | 35     | 12     | 9      | 14     | 49     | 55     | -6 |

### Andamento in campionato
| Giornata  | 1 | 2 | 3 | 4 | 5 | 6 | 7 | 8  | 9  | 10 | 11 | 12 | 13 | 14 | 15 | 16 | 17 | 18 | 19 | 20 | 21 | 22 | 23 | 24 | 25 | 26 | 27 | 28 | 29 | 30 | 31 | 32 | 33 | 34 |
| --------- | - | - | - | - | - | - | - | -- | -- | -- | -- | -- | -- | -- | -- | -- | -- | -- | -- | -- | -- | -- | -- | -- | -- | -- | -- | -- | -- | -- | -- | -- | -- | -- |
| Luogo     | T | C | T | C | T | C | T | C  | C  | T  | C  | T  | C  | T  | C  | T  | C  | C  | T  | C  | T  | C  | T  | C  | T  | T  | C  | T  | C  | T  | C  | T  | C  | T  |
| Risultato | V | V | P | N | N | V | P | P  | N  | P  | P  | P  | P  | P  | N  | N  | V  | V  | P  | V  | P  | V  | N  | V  | P  | V  | N  | P  | N  | V  | V  | V  | N  | P  |
| Posizione | 3 | 3 | 6 | 6 | 6 | 4 | 6 | 11 | 10 | 13 | 16 | 17 | 17 | 18 | 18 | 18 | 16 | 15 | 15 | 15 | 15 | 13 | 14 | 11 | 14 | 10 | 12 | 14 | 14 | 11 | 10 | 9  | 9  | 11 |

Legenda:

Luogo: C = Casa; T = Trasferta. Risultato: V = Vittoria; N = Pareggio; P = Sconfitta.

### Statistiche dei giocatori
| Giocatore      | 2. Bundesliga | 2. Bundesliga | 2. Bundesliga | 2. Bundesliga | Coppa di Germania | Coppa di Germania | Coppa di Germania | Coppa di Germania | Totale   | Totale | Totale      | Totale     |
| Giocatore      | Presenze      | Reti          | Ammonizioni   | Espulsioni    | Presenze          | Reti              | Ammonizioni       | Espulsioni        | Presenze | Reti   | Ammonizioni | Espulsioni |
| -------------- | ------------- | ------------- | ------------- | ------------- | ----------------- | ----------------- | ----------------- | ----------------- | -------- | ------ | ----------- | ---------- |
| J. Aziz        | 0             | 0             | 0             | 0             | 0                 | 0                 | 0                 | 0                 | 0        | 0      | 0           | 0          |
| D. Bauer       | 19            | 0             | 3             | 0             | 1                 | 0                 | 0                 | 0                 | 20       | 0      | 3           | 0          |
| S. Becker      | 2             | 0             | 0             | 0             | 0                 | 0                 | 0                 | 0                 | 2        | 0      | 0           | 0          |
| N. Braham      | 15            | 0             | 4             | 0             | 1                 | 0                 | 0                 | 0                 | 16       | 0      | 4           | 0          |
| I. Budiša      | 16            | 1             | 7             | 0             | 0                 | 0                 | 0                 | 0                 | 16       | 1      | 7           | 0          |
| P. Divić       | 6             | 0             | 0             | 0             | 0                 | 0                 | 0                 | 0                 | 6        | 0      | 0           | 0          |
| M. Drageljevic | 12            | 1             | 2             | 0             | 1                 | 0                 | 0                 | 0                 | 13       | 1      | 2           | 0          |
| F. Efendić     | 0             | 0             | 0             | 0             | 0                 | 0                 | 0                 | 0                 | 0        | 0      | 0           | 0          |
| M. Fleck       | 1             | 0             | 0             | 0             | 0                 | 0                 | 0                 | 0                 | 1        | 0      | 0           | 0          |
| C. Grzeskowiak | 25            | 0             | 6             | 1             | 0                 | 0                 | 0                 | 0                 | 25       | 0      | 6           | 1          |
| S. Habte       | 0             | 0             | 0             | 0             | 0                 | 0                 | 0                 | 0                 | 0        | 0      | 0           | 0          |
| D. Ischdonat   | 1             | 0             | 0             | 0             | 0                 | 0                 | 0                 | 0                 | 1        | 0      | 0           | 0          |
| A. Keller      | 33            | 0             | 0             | 1             | 1                 | 0                 | 0                 | 0                 | 34       | 0      | 0           | 1          |
| M. Keller      | 32            | 6             | 10            | 0             | 1                 | 1                 | 0                 | 0                 | 33       | 7      | 10          | 0          |
| A. Kevric      | 22            | 0             | 6             | 0             | 1                 | 0                 | 1                 | 0                 | 23       | 0      | 7           | 0          |
| T. Klasen      | 12            | 1             | 0             | 0             | 0                 | 0                 | 0                 | 0                 | 12       | 1      | 0           | 0          |
| H. Koch        | 27            | 3             | 4             | 0             | 0                 | 0                 | 0                 | 0                 | 27       | 3      | 4           | 0          |
| M. Koster      | 0             | 0             | 0             | 0             | 1                 | 0                 | 0                 | 0                 | 1        | 0      | 0           | 0          |
| D. Krešić      | 0             | 0             | 0             | 0             | 0                 | 0                 | 0                 | 0                 | 0        | 0      | 0           | 0          |
| A. Labak       | 20            | 3             | 4             | 0             | 0                 | 0                 | 0                 | 0                 | 20       | 3      | 4           | 0          |
| M. Latinovic   | 10            | 0             | 1             | 0             | 0                 | 0                 | 0                 | 0                 | 10       | 0      | 1           | 0          |
| M. Lösch       | 29            | 0             | 13            | 0             | 1                 | 0                 | 0                 | 0                 | 30       | 0      | 13          | 0          |
| C. Marell      | 20            | 0             | 0             | 0             | 0                 | 0                 | 0                 | 0                 | 20       | 0      | 0           | 0          |
| N. Patschinski | 31            | 10            | 2             | 0             | 1                 | 1                 | 0                 | 0                 | 32       | 11     | 2           | 0          |
| M. Peković     | 29            | 3             | 7             | 1             | 1                 | 0                 | 0                 | 1                 | 30       | 3      | 7           | 2          |
| S. Pelzer      | 15            | 0             | 1             | 0             | 0                 | 0                 | 0                 | 0                 | 15       | 0      | 1           | 0          |
| C. Racanel     | 33            | 11            | 8             | 0             | 1                 | 0                 | 0                 | 0                 | 34       | 11     | 8           | 0          |
| R. Thömmes     | 13            | 0             | 0             | 0             | 1                 | 0                 | 0                 | 0                 | 14       | 0      | 0           | 0          |
| H. Vural       | 11            | 0             | 4             | 0             | 1                 | 0                 | 0                 | 0                 | 12       | 0      | 4           | 0          |
| D. Winkler     | 29            | 7             | 5             | 0             | 1                 | 1                 | 0                 | 0                 | 30       | 8      | 5           | 0          |
| S. Zimmer      | 1             | 0             | 0             | 0             | 0                 | 0                 | 0                 | 0                 | 1        | 0      | 0           | 0          |